# ホセ・カレーニョ
ホセ・カレーニョ（Jose Manuel Carreño、1968年5月25日 - ）は、キューバ生まれのバレエダンサー。アメリカン・バレエ・シアターのプリンシパル。

## 来歴
ハバナ生まれ。キューバ国立バレエ学校に学び、1987年にニューヨーク国際バレエコンクールで金賞、90年にはジャクソン国際バレエ・コンクールで金賞とグランプリを受賞。同年イングリッシュ・ナショナル・バレエ団に入団し、主役を踊り始める。93年に英国ロイヤル・バレエ団にプリンシパルとして移り、95年からはアメリカン・バレエ・シアター（ABT）のプリンシパルを務めながら、世界各地の舞台でも活躍している。
しなやかで端正な踊りと、気品の中に温かい人柄を感じさせるキャラクターにはファンが多い。また、ABTではスーザン・ジャフィとコンビを組むことが多く、そのパートナーシップにも評価が高い。レパートリーは『ロミオとジュリエット』のロミオ、『白鳥の湖』のジークフリート、『シンデレラ』『くるみ割り人形』の王子、『ドン・キホーテ』のバジルなど。